# دیزی (جورجیا)
دیزی، جورجیا (به انگلیسی: Daisy, Georgia) یک شهر در ایالات متحده آمریکا با جمعیت ۱۲۶ نفر است که در جورجیا واقع شده‌است.

## موقعیت جغرافیایی
موقعیت جغرافیایی شهرها و مناطق اطراف به شرح زیر است: